# Paralcis punctata
Paralcis punctata är en fjärilsart som beskrevs av W. Warren 1906. Paralcis punctata ingår i släktet Paralcis och familjen mätare. Inga underarter finns listade i Catalogue of Life.